# Migdolus clypeatus
Migdolus clypeatus là một loài bọ cánh cứng trong họ Cerambycidae.